# Peter Asmussen
Peter Asmussen (* 28. März 1957 in Frederiksberg, Dänemark; † 25. Juni 2016) war ein dänischer Schriftsteller, Dramatiker und Drehbuchautor.

## Leben
Peter Asmussen war der Sohn des Philologen Jes Peter Asmussen. Er machte 1975 seinen Schulabschluss am Østre Borgerdyd Gymnasium. Mit der Kurzgeschichtensammlung Stemme debütierte er 1989 als Schriftsteller. Drei Jahre später folgte 1992 sein Romandebüt mit Om natten. Für seinen dritten, 2014 veröffentlichten Roman Og til sidst går verden under wurde er 2015 für den DR Romanpreis nominiert.
Mit dem Drehbuch zu Tómas Gislasons Kurzfilm Onde år debütierte Asmussen 1995 beim Film. Von da an schrieb er Drehbücher für Regisseure wie Lars von Trier, Bille August und Susanne Bier. Er schrieb außerdem häufig für die Filme des Regisseurs Simon Staho. Gemeinsam mit ihm erhielt er zwei Nominierungen für den dänischen Filmpreis Robert für das Beste Originaldrehbuch, jeweils für Dag och natt und Daisy Diamond.
Asmussen schrieb mehrere Hörspiele für das Radio, darunter Råb und Schyy. Mit dem Stück Ungt blod, welches 1992 am Det Kongelige Teater uraufgeführt wurde, debütierte er als Dramatiker. Er wurde mehrfach für seine Arbeiten geehrt, darunter im Jahr 2000 mit dem Kjeld-Abell-Preis und dem Danske Dramatikeres Hæderspris. Außerdem wurde er vier Mal als Bester Dramatiker für den nationalen Theaterpreis Reumert nominiert: 2004 mit Alle hans gerninger, 2010 mit Ingen møder nogen, 2015 mit Det der er und 2016 mit Soli Deo Gloria, wobei er 2010 und 2016 auch ausgezeichnet wurde.
Asmussen war seit 1996 mit der Schriftstellerin Juliane Preisler verheiratet. Das kinderlose Paar lebte in Kopenhagen.

## Werke (Auswahl)
Romane
- Om natten (1992)
- Det Der eR (2012)
- Og til sidst går verden under (2014)

Novellen
- Stemme (1989)
- Sørgespil (1990)
- Pyjamasparty (1996)
- Hul i mørket (2005)

Hörspiele
- Råb (1991)
- Spring (1991)
- En hvid dag (1993)
- Regnsonate (1995)
- Schyy (2002)
- Krystallandet (2005)

Theaterstücke
- Ungt blod (1992)
- Øjne (1995)
- Isbrandt (1997)
- Værelse med sol (1997)
- Knogler (1998)
- Forbrydelse (2003)
- Ingen møder nogen (2010)
- Soli Deo Gloria (2015)

Drehbücher
- 1995: Onde år
- 1996: Breaking the Waves
- 1997: Gnadenlose Verführung (Sekten)
- 2004: Dag och natt
- 2007: Daisy Diamond
- 2012: Marie Krøyer
- 2015: Dorf der verlorenen Jugend (Bridgend)